# Cuore d'amanti
Cuore d'amanti (Lady and Gent) è un film del 1932 diretto da Stephen Roberts e interpretato da George Bancroft e Wynne Gibson. Tra gli attori di supporto, appare anche John Wayne nel ruolo del giovane pugile emergente.
Gli sceneggiatori Grover Jones e William Slavens McNutt ottennero la candidatura agli Academy Award nella categoria Oscar al miglior soggetto.
Nel 1939 ne è stato prodotto un rifacimento, Unmarried, diretto da Kurt Neumann.

## Produzione
Il film, diretto da Stephen Roberts su una sceneggiatura di Grover Jones e William Slavens McNutt, fu prodotto dalla Paramount Pictures e girato nei Paramount Studios a Hollywood in California.

## Distribuzione
Il copyright del film, richiesto dalla Paramount Publix Corp., fu registrato il 15 luglio 1932 con il numero LP3153, lo stesso giorno della distribuzione del film nelle sale statunitensi, mentre era stato presentato in precedenza a Londra, l'11 luglio. Nel 1932, fu distribuito anche in Finlandia (25 settembre) e in Svezia (3 dicembre, come Hårda viljor). Nel 1933, fu presentato in Spagna con il titolo El retador: a Barcellona (27 novembre 1933), quindi a Madrid (22 gennaio 1934). Il 2 luglio 1934, con il titolo Homem de Peso, uscì in Portogallo. È stato inoltre distribuito in Austria (come Der Mann aus Stahl), in Germania (come Wer hat hier recht?) e in Italia (come Cuore d'amanti).
Nel 1958, il film fu trasmesso in televisione, distribuito dalla MCA/Universal Pictures. La Forgotten Hollywood ne curò la distribuzione nel 2005, pubblicandolo in VHS.